# Wieringen
Wieringen (uitspraakⓘ) is een voormalig eiland in de kop van de provincie Noord-Holland. De oppervlakte van het eiland bedroeg 24,5 km², waarvan 19,8 km² oud land en 4,7 km² door inpoldering verkregen Nieuwland. Als eiland verkreeg Wieringen in de middeleeuwen stadsrechten. Sinds 1924 is Wieringen verbonden met het vaste land. Ten noordwesten van Wieringen ligt de wadplaat Balgzand.
Wieringen is tevens een voormalige gemeente. Per 1 april 2011 telde deze 8.585 inwoners (bron: CBS). Op 1 januari 2012 ging Wieringen samen met de gemeenten Wieringermeer, Niedorp en Anna Paulowna. Ze vormen sindsdien gezamenlijk de gemeente Hollands Kroon.

## Naam
De naam Wieringen heeft niets met (zee)wier te maken, al werd deze verbinding vroeger wel veel gelegd. Waarschijnlijk is de naam afgeleid van het Oudfriese wîr, dat hoogte betekent. Een eerste verwijzing op schrift is te vinden in de Blaffert (huishaardenregister) van de Friese goederen van de abdij van Fulda uit de achtste eeuw, overgeleverd via de Codex Eberhardi van rond 1160. Het gebied wordt geduid met pagus Wironi in terra Fresonum. Het betreft dan wel het gewest/gouw dat naast het huidige Wieringen ook het grondgebied van de Wieringermeer en mogelijk ook de Wieringerwaard omvatte. Ook ligt er een gedeelte van dat gebied nu in de Waddenzee en het IJsselmeer. De gouw lag in een gebied dat in de Vroege Middeleeuwen bekendstond als Frisia ten westen van het Vlie.
Wiron wordt ook in het goederenregister van de Sint Maartenskerk te Utrecht, dat in 948 aan Otto I werd aangeboden, genoemd als terra Wiron. De huidige naam komt voor het eerst voor in de annalen van Egmond van 1184.

## Geschiedenis
In de achtste eeuw ging de gouw van Friese handen over in Frankisch bezit. Karel Martel veroverde Wieringen op de Friese koning Poppo in 734 en droeg het vruchtgebruik over aan de kerk van Sint Maarten in Utrecht. In de tijd van Karel de Grote lagen op Texel en Wieringen belangrijke domeinen. Er liep een handelsroute over het Vlie van Dorestad, via Medemblik en Wieringen naar Texel. De hoge delen van Wieringen waren dichtbevolkt. Met name rond Stroe bevonden zich tientallen hoeven.

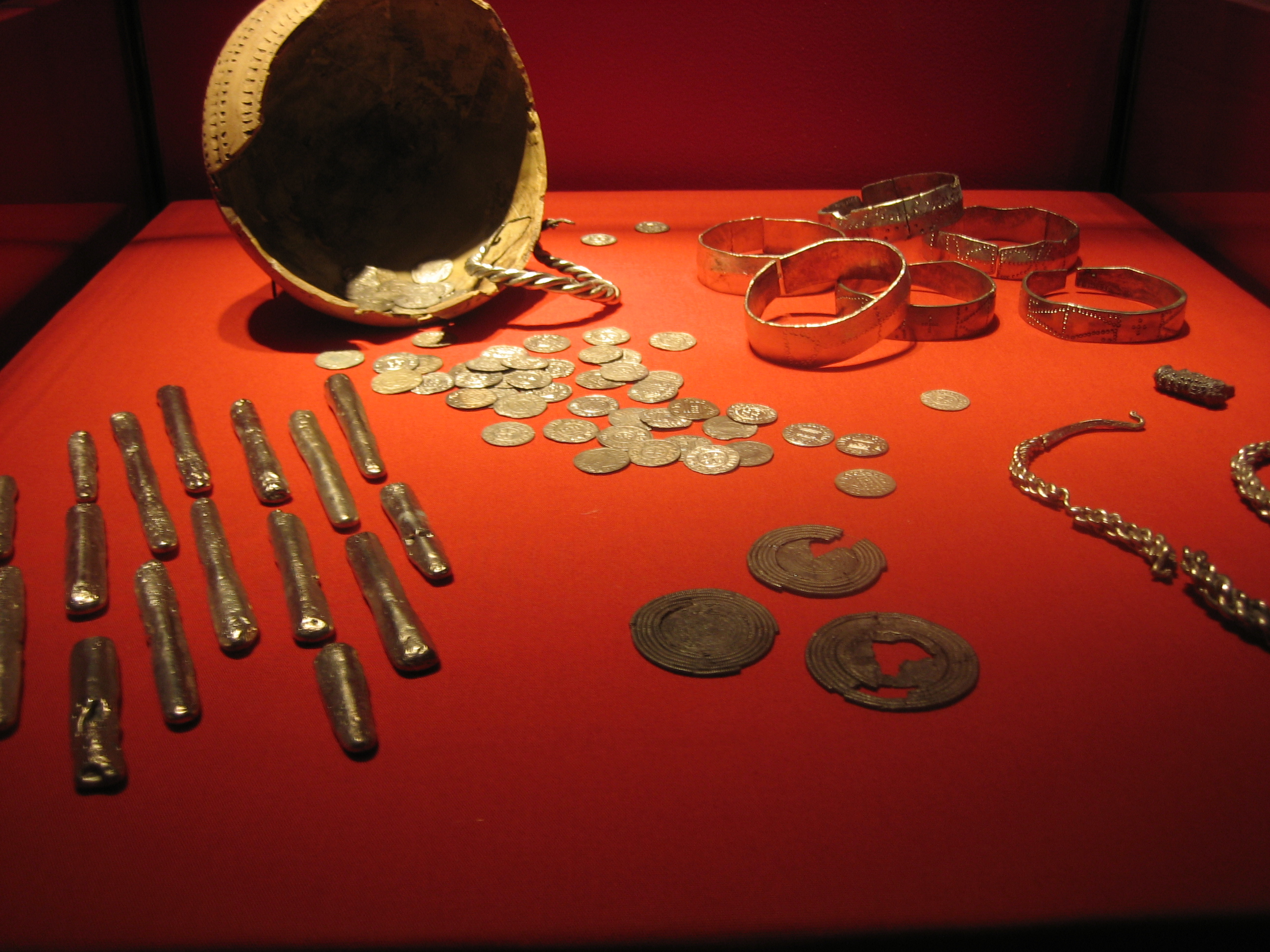
Vikingschat, RMO Leiden

Een eerste aanval van de Vikingen op Fries gebied vond plaats in 810. Het aantal en de felheid van de invallen groeide vooral in de tweede helft van de 9e eeuw. Door de vondst van een zilverschat in 1996 in een weiland bij het gehucht Westerklief is de aandacht gevestigd op het feit dat Wieringen in de 9e eeuw korte tijd uitvalsbasis is geweest van (Deense) Vikingen. De zilverschat bestaat uit circa 1,7 kg zilveren munten, sieraden en zilverstaafjes en is tegenwoordig in het Rijksmuseum van Oudheden in Leiden te zien. Enige jaren later werden nog enige kleinere zilverschatten uit dezelfde periode gevonden die het beeld bevestigden.
Wieringen wordt opnieuw genoemd in een goederenlijst van de Sint Maartenskerk uit het laatste deel van de 9e eeuw, waarin de kerk onderbouwt welke goederen haar in de vikingperiode zijn ontnomen: 12 hoeven in Elft en 72 in Stroe. Ook de rechten en heffingen op visserij in het Almere en strandvondsten op Vatrop behoorden de kerk toe.
Wieringen genoot een grote mate van zelfstandigheid, totdat de Hollandse graaf Floris III de Wieringers in 1184 onderwierp. Dat dit maar een beperkt effect had, bleek wel toen Floris V Wieringen in 1284 opnieuw moest onderwerpen. Als een van de laatste Noord-Hollandse gebieden krijgt Wieringen in 1432 van gravin weduwe Margaretha van Cleve zijn stadsrechten.
Tot in de middeleeuwen was Wieringen verbonden met het vasteland. Archeologische vondsten uit Wieringermeer en Amstelmeer tonen bewoning in deze periode aan. Ten gevolge van opeenvolgende stormvloeden rond 1200 werd Wieringen een eiland. De aanzet hiertoe werd gegeven door de Allerheiligenvloed van 1170 als gevolg waarvan het Marsdiep een zeegat werd en het Creilerwoud door de golven werd verzwolgen.
In 1425 kwam de boerenbevolking boven het IJ in opstand, met steun van Hoekse edelen en Jacoba van Beieren. Onder aanvoering van de Kennemer Baljuw Willem Nagel trokken de boeren via Haarlem en Medemblik naar Hoorn, waar ze werden verslagen en Willem Nagel sneuvelde. Wieringen kreeg voor zijn deelname aan deze opstand een grafelijke boete van 5000 kronen opgelegd.
Het bleef echter onrustig. Overstromingen, zandverstuivingen, maar vooral ook zware belastingen zoals het ruitergeld, opgelegd om troepen te bekostigen, leidden ertoe dat er in 1491 opnieuw onrusten uitbraken onder de boeren in Kennemerland en West-Friesland. De opstandelingen hingen, ten teken van hun ellende, een stuk kaas en brood voor de borst, om aan te geven dat zij hier voor vochten. Met de inzet van roversbenden werd deze 'Kaas- en broodopstand' door de hertog Albrecht van Saksen neergeslagen. Wieringen kreeg een boete van 200 gouden Andriesguldens opgelegd, deelnemers aan de opstand moesten ongewapend, blootshoofds en barrevoets met wit stokje in de hand op de knieën bij stadhouder om vergiffenis vragen, die hen in 1492 werd geschonken.
In 1515 kregen de Wieringers van Karel de Vijfde het recht om te bedijken en heemraden aan te stellen.
In het begin van de zestiende eeuw werd Wieringen bedreigd door Friese roversbenden, waaronder die van Grote Pier. In 1522 plunderen soldaten van Gelre het eiland. In 1572 werd het eiland door de Watergeuzen gebrandschat. In ditzelfde jaar raakte het schip van Geuzenaanvoerder Treslong vastgevroren voor Wieringen en werden 17 matrozen door Wieringers gedood. Hulp werd uiteindelijk wel geboden, nadat Treslong had beloofd geen wraak te nemen. Als bewijs van trouw aan de afspraak zou Treslong zijn zwaard bij de kerk van Oosterland hebben achtergelaten.

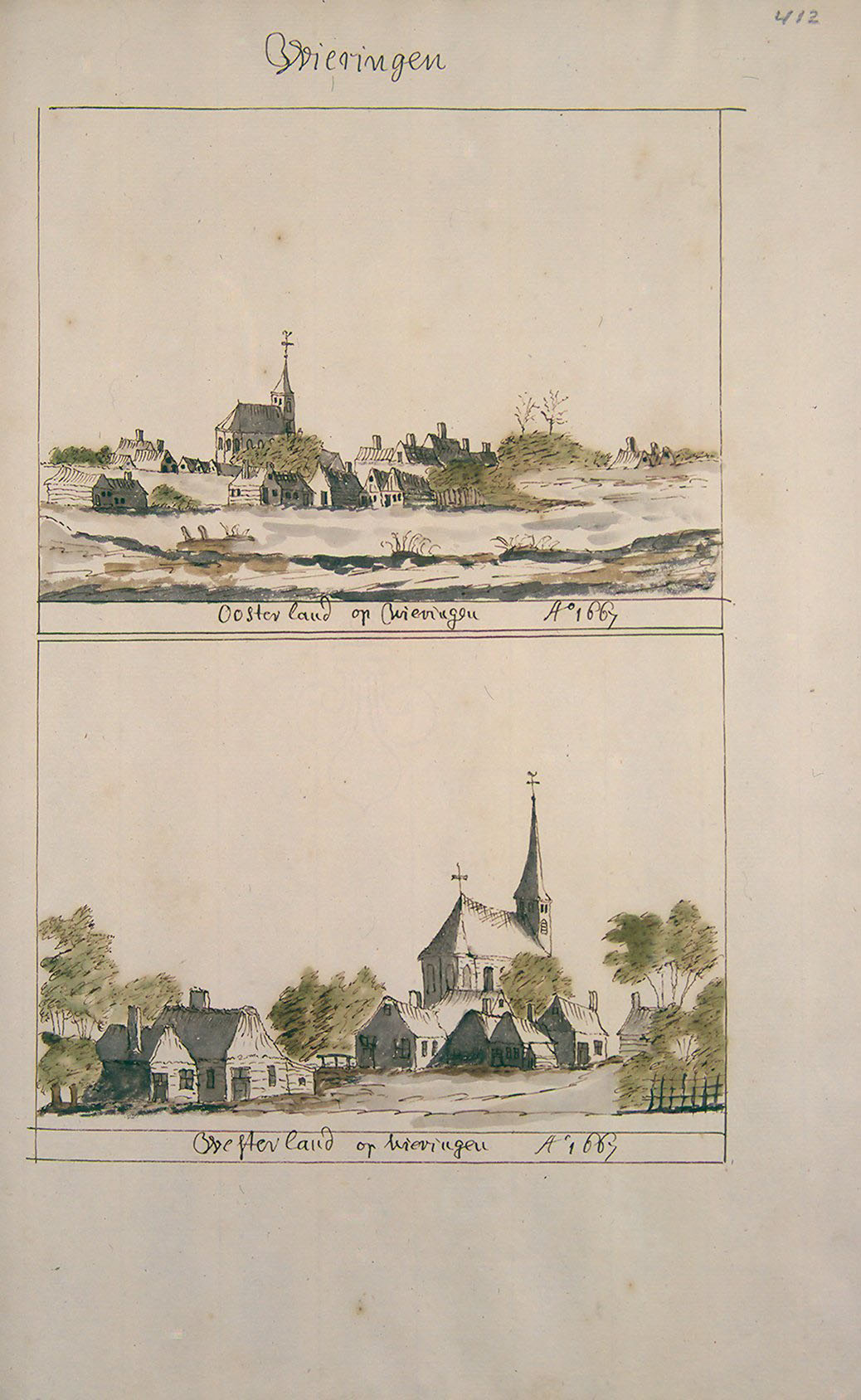
Westerland en Oosterland in 17e eeuw, Atlas Schoemaker

Naarmate grotere delen van Holland ontgonnen en bewoonbaarder werden, nam het belang van het hoger gelegen Wieringen relatief af.

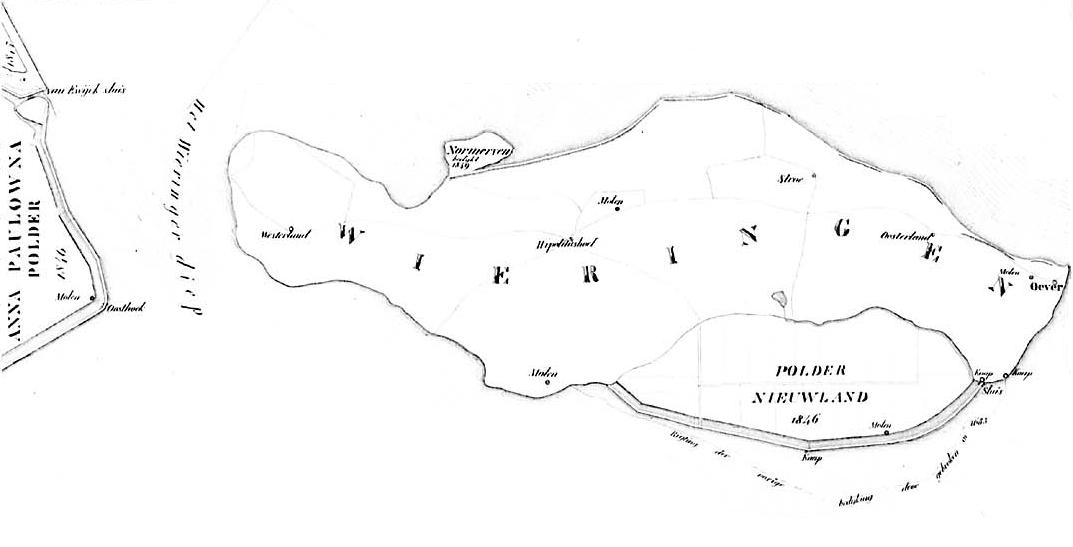
Wieringen in 1849

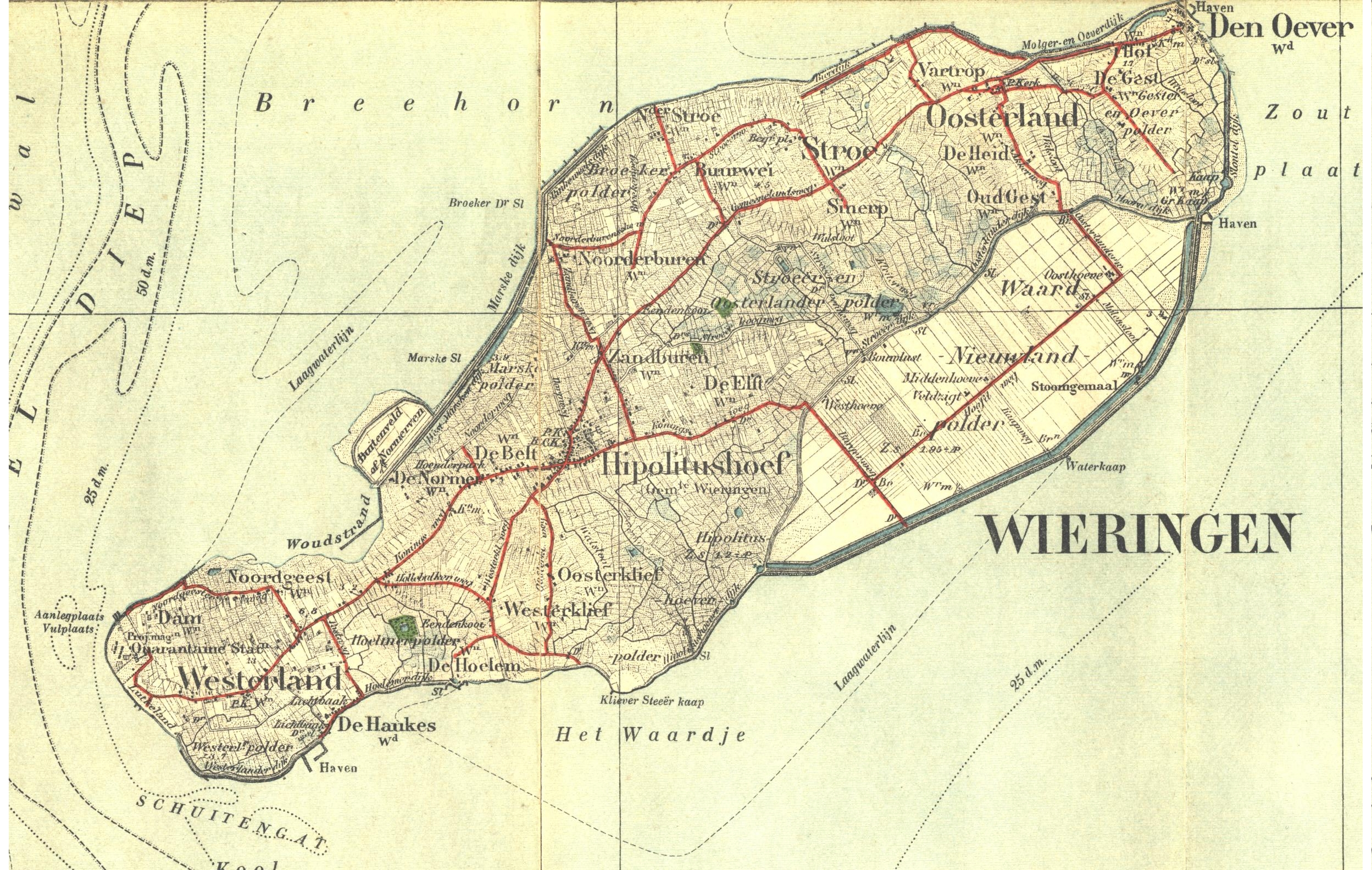
Wieringen in 1909

Wieringen is tijdens de VOC-tijd (1602 - 1799) het eiland geweest waar de schepen uit de Oost langsvoeren, op weg naar de havens van Amsterdam, Enkhuizen en Hoorn. Ter voorkoming van verspreiding van ziekten aan de wal, werden zieke zeelui in quarantaine gezet aan de westkant van Wieringen.
Vermoedelijk vanaf de 16e eeuw, in ieder geval tot aan de Franse tijd vormde het overladen van goederen van schepen van de grote vaart in kleinere, minder diep stekende schepen (de zgn. lichtschipperij) een belangrijke bron van inkomsten voor de Wieringer bevolking. De voltooiing van het Noordhollands Kanaal in 1824 maakte een einde aan deze bedrijvigheid.
Om verspreiding van besmettelijke ziekten door matrozen meegebracht uit verre oorden tegen te gaan werden schepen al sinds de zeventiende eeuw voor Wieringen stilgelegd. Eventuele verpleging kon op het afgelegen eiland plaatsvinden, zonder vrees voor verdere verspreiding. In 1806 werd door Lodewijk Napoleon op het meest westelijke deel van Wieringen de zogenaamde quarantaine-inrichting gebouwd. Enkele barakken, een ziekenzaal en een beheerderswoning huisvestten de patiënten en de staf van deze voorzieningen. Na een halve eeuw is deze voorziening opgeheven en werden de gebouwen in gebruik genomen als kruitmagazijn. Bij de aanleg van de Amsteldiepdijk is het complex gesloopt.
De latere geschiedenis van Wieringen wordt gekenmerkt door een voortdurende strijd met het water. Zo moest het eiland na een grote dijkdoorbraak op 16 februari 1683 een polder opgeven en had het als gevolg van de storm van 4 op 5 februari 1825 te kampen met grote wateroverlast. In 1848 werd het in 1683 verloren land weer op de zee veroverd door de inpoldering van polder Nieuwland, maar het zou tot begin 20e eeuw duren voor men de zee definitief meester werd.
In de negentiende eeuw vond de bevoorrading van het eiland vooral plaats door de postboot, die voer vanaf Van Ewijcksluis naar De Haukes. Bij ijsgang was Wieringen soms langere tijd niet bereikbaar. In noodgevallen werd een ijsvlet, een open boot die over het ijs werd gesleept, naar de vaste wal getrokken om gevuld met voorraad weer naar Wieringen terug te keren. Een niet ongevaarlijke en zware tocht.
Kort na de Eerste Wereldoorlog fungeerde het eiland Wieringen als ballingsoord voor de Duitse kroonprins Wilhelm. Deze was met zijn vader keizer Wilhelm II in november 1918 van Wallonië naar Nederland gevlucht en had hier politiek asiel gekregen. Op 22 november 1918 arriveerde hij onder belangstelling van media uit de hele wereld met een schip van Rijkswaterstaat op het eiland, en op 10 november 1923 vertrok hij naar Duitsland. Tijdens zijn verblijf op Wieringen heeft hij bij de smid Jan Luyt in Hippolytushoef hoefijzers leren smeden.

### Geen eiland meer
In 1924 kwam aan het eilandbestaan een einde, doordat op 31 juli het Amsteldiep samen met het Ulkediep werd afgesloten. De Amsteldiepdijk wordt ook wel de Korte Afsluitdijk genoemd. In 1930 kwam de oostelijke Wieringermeerdijk in de Zuiderzee tot stand, en daarmee de aangrenzende polder de Wieringermeer. De afsluiting van de Zuiderzee werd in 1932 voltooid door de grote Afsluitdijk, die Wieringen met Friesland verbindt. Deze dijk begint bij Den Oever.
Het was de bedoeling, dat na voltooiing van de dijk de Zuiderzeespoorweg de provincies Noord-Holland en Friesland zou verbinden (van Anna Paulowna naar Harlingen). Daartoe werd al rekening gehouden bij de aanleg van de Amsteldiepdijk. Omdat Wieringen in feite een grote keileembult is, die meters boven zeeniveau ligt, begon men voortvarend in de lengterichting van Wieringen, een kaarsrecht tracé voor de spoorlijn af te graven tot op het niveau van de beide afsluitdijken; dat keileem werd gebruikt om de Amsteldiepdijk mee aan te leggen. De spoorlijn kwam er niet, omdat de investering niet rendabel bleek. De sleuf voor de spoorlijn ligt er nog steeds en is goed te zien als men vanaf de Amsteldiepdijk Wieringen nadert. Een deel van het oorspronkelijke spoortracé is nu de basis voor de autoweg die Wieringen in tweeën deelt (N99).

## Wieringerrandmeer
In 1999 liet de gemeente Wieringen een haalbaarheidsstudie uitvoeren naar het verbreden van het Amstelmeerkanaal tot Wieringerrandmeer. Door dit meer zou Wieringen weer een (schier)eiland lijken. Ook zou het meer als ecologische verbindingszone kunnen fungeren. Het project ondervond weerstand van zowel agrariërs, als bewoners- en natuurorganisaties. Na aanvankelijke goedkeuring door Gedeputeerde Staten werd, vanwege de kosten, in 2010 uiteindelijk toch afgezien van het plan.

## Landschap
| Gemeentegrenzen Wijkgrenzen Buurtgrenzen Autosnelweg Secundaire weg Spoorweg |  |  | ██ Geselecteerde gemeente ██ Bebouwd gebied ██ Bos of park ██ Binnenwater, rivier of kanaal |

Wieringen en omgeving

Het landschap van Wieringen is, in tegenstelling tot de Wieringermeerpolder geaccidenteerd: het wordt gekenmerkt door landvormen die tijdens de voorlaatste ijstijd, het Saalien, zijn gevormd.
Het Wieringer landschap wijkt sterk af van de omringende polder. Niet alleen het glooiende karakter valt op; het landschap is ook anders, 'losser' ingericht dan het omringende land, en de wegen op Wieringen kronkelen nogal.
Het glooiende landschap is gevormd door een stuwwal, veroorzaakt door het opdringende landijs dat tijdens het Saalien de zandige ondergrond van Wieringen opstuwde. Deze stuwwal, waar het landijs ook nog eens keileem op deponeerde, loopt als een heuvelrug over de lengterichting van het eiland. Hij springt vooral bij Westerland (12 m +NAP) en bij Stroe-Oosterland in het oog. De keileem (grondmorene) is op sommige plaatsen wel 20 meter dik en bevat veel zwerfstenen. In het laatste glaciaal, het Weichselien, zette de wind over deze keileem heen een laag dekzand af. De zeespiegel lag in deze tijd veel lager, rondom Wieringen lagen uitgestrekte gebieden droog. De keileemgronden van Wieringen werden doorsneden door geulen. Smeltwaterdalen en droge dalen wisselden elkaar af. Ten noordwesten van Stroe en ten westen van Westerland heeft de invloed van de zee gezorgd voor kliffen en oeverwallen.
In het laatste tussen glaciaal, het Eemien, was Wieringen samen met Texel een groot eiland, tijdens de laatste ijstijd werd Wieringen weer een met zijn omgeving. In het holoceen lag lange tijd voorbij Wieringen en Texel een strandwallencomplex dat van Bergen tot Vlieland liep. Het gebied ten Noorden van Wieringen was een uitgestrekt kweldergebied met zandplaten afgewisseld met uitgestrekte veengebieden. Stijgende temperaturen zorgden voor smeltwater en een stijgende zeespiegel totdat de zee een deel van West-Nederland bedekte. Hierop volgden afzettingen en veengroei waardoor de kustlijn zich weer naar het Noord-Westen verplaatste en Wieringen weer verbonden raakte met het vasteland om pas in de late middeleeuwen weer een eiland te worden.
De combinatie van een stuwwal met kliffen is zeldzaam, en naast Wieringen alleen te vinden in Gaasterland en Urk. Buitendijks, in de huidige Waddenzee, ligt een abrasievlakte, Breehorn, een door het landijs geschuurde vlakte met veel zwerfstenen. Deze vlakte en de eerder genoemde kliffen, keileemafzettingen en stuwwallen maken van Wieringen een aardkundig zeer waardevol gebied. Bij de heuvel aan de westzijde van het eiland is in september 2004 door de provincie Noord-Holland het derde aardkundig monument onthuld.

### Zwerfkeien

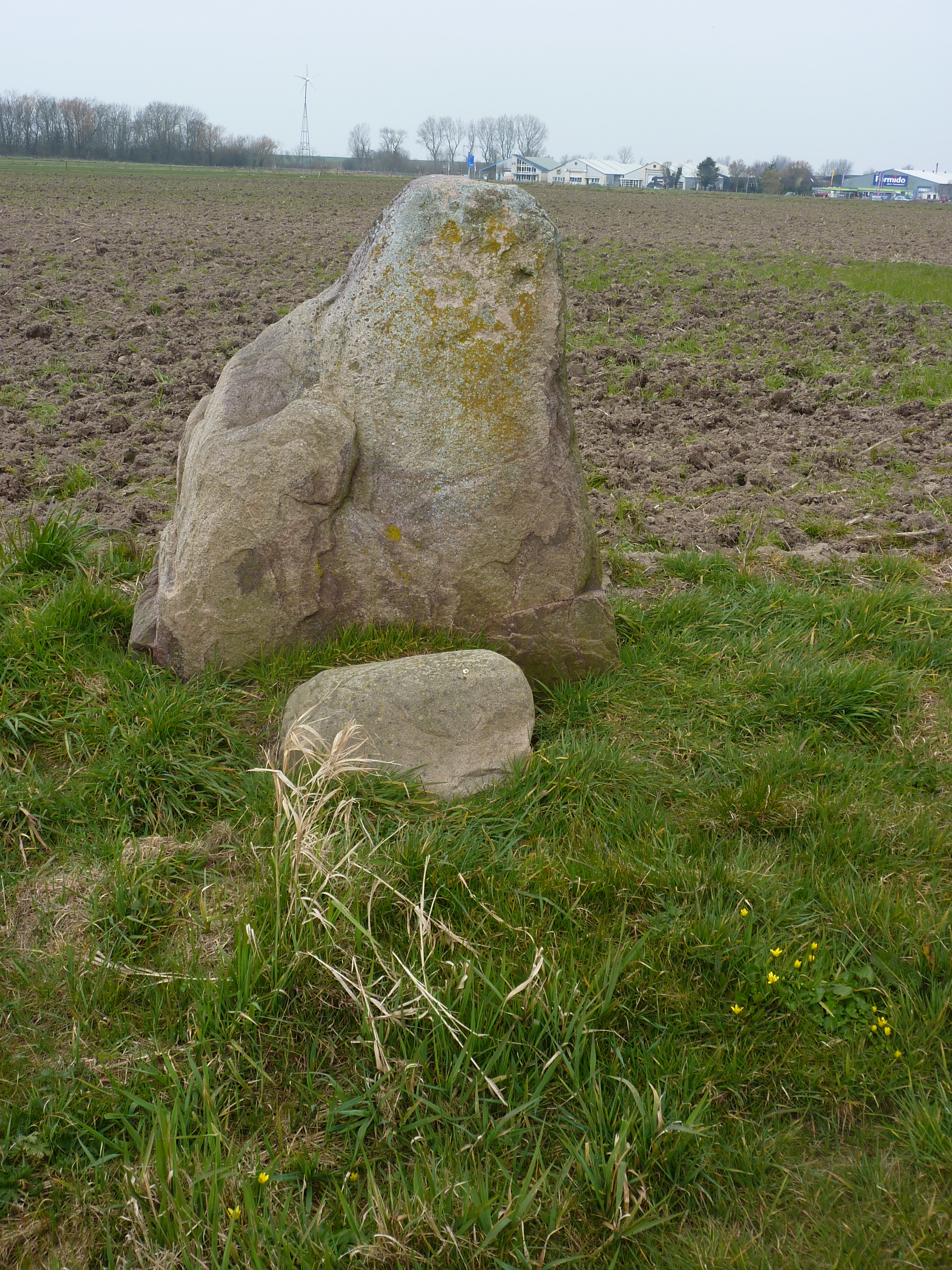
Steen van Westerklief

Her en der op Wieringen liggen nog zwerfkeien, waarvan de zwerfsteen van Westerklief de grootste is. Over deze steen wordt gezegd dat hij zich om zou draaien als hij de klok hoort slaan (en kind, dan blijft je gezicht eeuwig zo staan…), en in vroeger tijden werden er ook wel zekere krachten aan de steen toegeschreven waaronder het vermogen om te groeien.
De Wieringer zwerfstenen zijn in het Saalien door het ijs in verschillende fasen meegevoerd uit Scandinavië en het oostelijk deel van het Baltische gebied. Ze zijn vooral opgebouwd uit graniet, kwartsiet en vuursteen. Sommige exemplaren bevatten fossielen. De vlakke kanten vertonen vaak gletsjersporen, in de vorm van diepe parallelle krassen. De zwerfstenen werden in prehistorische tijden gebruikt voor begravingen, er is bij een opgraving een steen aangetroffen op 12 kilometer van Wieringen. De zwerfkeien deden tot in recente tijden dienst als maalsteen, werden gebruikt voor de verzwaring van de vissersnetten en als erfafscheiding. In dat laatste geval werden grote zwerfkeien geplaatst op drie, vijf of zeven kleinere keien. Deze grensstenen werden door de Wieringers dolven genoemd.

### Tuinwallen, sjanen en walsloten
Op sommige plekken op het voormalige eiland zijn nog tuinwallen te bewonderen. Deze aarden walletjes, meestal ongeveer een meter hoog, dienden ooit als erfafscheiding en waren opgebouwd uit een kern van zand, afgedekt met plaggen. In de 18e eeuw werd het systeem van gemeenschappelijke weidegronden afgeschaft en leidde de verkaveling tot grillige percelen, die moesten worden afgezet om het vee van het akkerland te scheiden. Op de hogere delen van het glooiende eiland was het graven van sloten, zoals elders in Nederland gebruikelijk, geen optie en voor houtwallen groeiden er te weinig bomen. De tuinwallen werden in de jaren dertig van de twintigste eeuw door hekwerk vervangen. Oorzaak was de ruilverkaveling, gestart na de inpoldering van de Wieringermeer. Op Texel zijn dergelijke tuinwallen veel beter bewaard gebleven; het Texelse landschap geeft dan ook een indruk van hoe Wieringen er ooit moet hebben uitgezien.
Regenwater, dat valt op de hogere delen van het eiland, zakt door de zandlagen en stuit op ondoordringbare lagen van keileem, waarna het wegstroomt naar lagere punten, waar het als kwelwater aan de oppervlakte komt. Om afwatering van de hogere delen te bevorderen en een afstroom van de lagere delen mogelijk te maken, groeven Wieringer boeren zogenaamde walsloten en sjanen. De walsloten volgden de punten waar het kwelwater aan de oppervlakte kwam, en hadden een kronkelend verloop, meelopend met de hoogtelijnen. Haaks op de hoogtelijnen werden ook nog sjanen gegraven, smalle diepe sloten met steile oevers. De meeste sjanen verloren hun functie en zijn ondergeploegd, de walsloten zijn bij de ruilverkavelingen in de 20e eeuw grotendeels rechtgetrokken en soms verlegd.

### Wierdijken

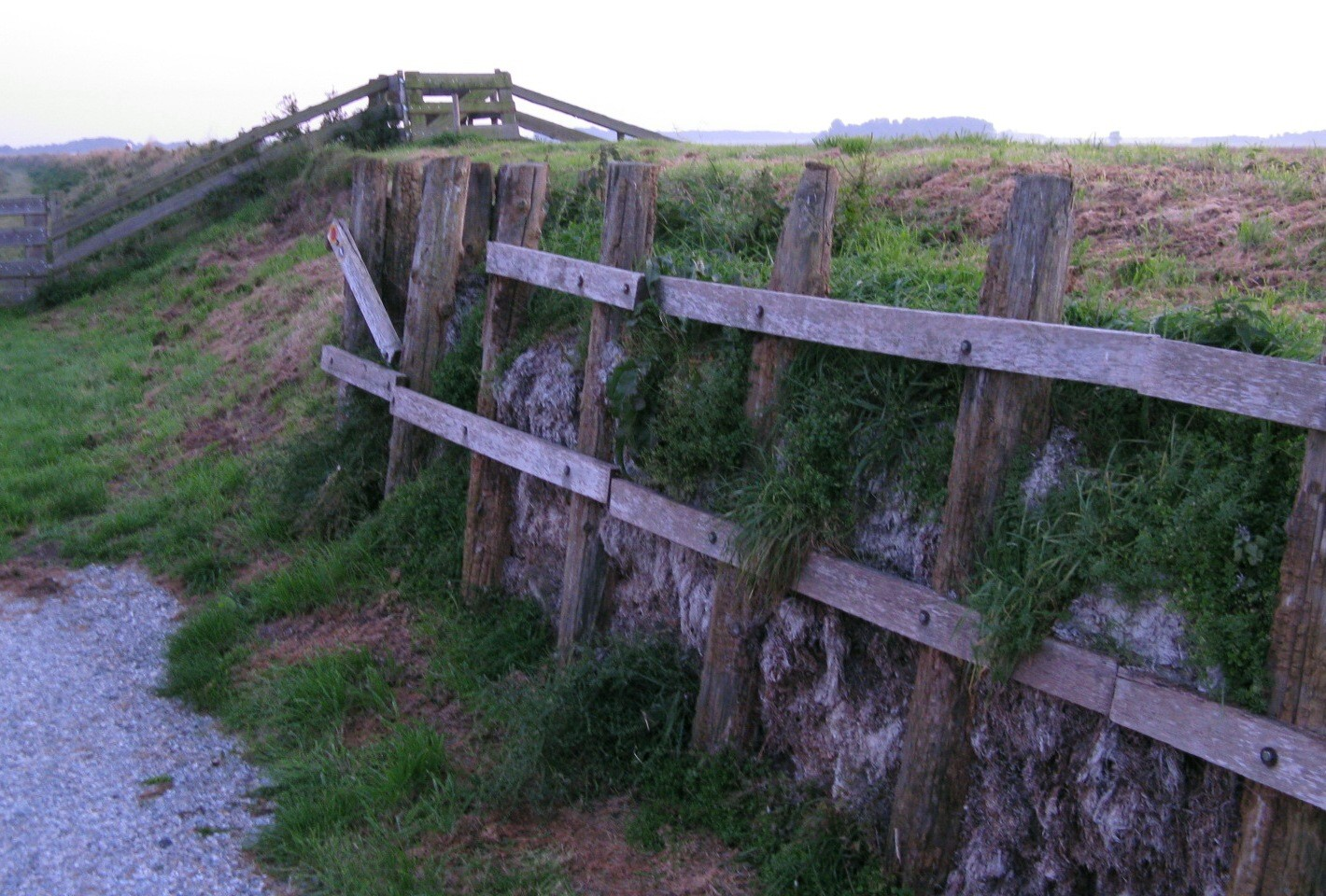
Reconstructie van de wierdijk

Aan de zuidkant van het voormalige eiland bevindt zich een oude wierdijk uit de 16e eeuw. Deze enige bewaard gebleven wierdijk van Holland is in 1986 uitgeroepen tot provinciaal monument.

## Cultuur
In de jaren vijftig publiceerde onderzoekster Jo Daan het boek "Wieringer land en leven in de taal". Behalve een studie naar het dialect, het Wierings, bevatte het boek ook een vrij uitgebreide omschrijving van de Wieringer cultuur. Vanouds was Wieringen als eiland een geïsoleerd gebied, waardoor er diverse culturele eigenaardigheden bestonden. Het "eiland af" geraken van Wieringen heeft aan deze culturele rijkdom wel het een en ander afgedaan, maar nog altijd zijn er typisch Wieringse gebruiken. Ook de Wieringer boerderijen spreken tot de verbeelding.
Wieringen komt voor in enkele spreekwoorden, vooral als plek die moeilijk is te benaderen of te bevaren. Hij ziet, of hij Wieringen in wou betekent zoveel als, hij kijkt ontevreden (omdat de veilige doortocht rond Wieringen zo lastig is) Men moet soms hard prangen, om Wieringen te krijgen betekent dat men veel gevaar heeft doorstaan voordat de veilige haven is bereikt.
Het Wieringer dialect leek sterk op dat van Texel. Al was, meer dan op Texel, een Friese invloed te beluisteren. Foelke (veulen; in het Fries foolke), enk (inkt, rond Leeuwarden sprak met ook van enk), eerpel (aardappel; rond Leeuwarden ook eerpel) en bup (grootmoeder; in het Fries beppe) wijzen hier op. Op zijn Wierings veranderen bij veel woorden de klinkers zoals bij koesen (kousen), suker (suiker), mien (mijn) en vieftig (vijftig). Typische Wieringer woorden zijn koog (laag gelegen hooiland), tarlen (gedroogde schapenmest, die als goedkope brandstof werd benut), kroft (een stuk door tuinwal omzoomd stuk land), ven (door sloten omzoomd stuk land) en het al genoemde dolf (voor grenssteen).
Een van de tradities is die van de kermis. Kermistradities komen wel in geheel Noord-Holland in meer of mindere mate voor, maar de Wieringer kermis in "Hiepo" ofwel Hippolytushoef is bijzonder door de tulen: witte broodjes gevuld met ham, die speciaal tijdens de kermis gegeten worden. Nog altijd blijft deze culinaire traditie populair. In het verleden trokken jongere stellen na de kermis op wagens uitgelaten over het eiland, het zogenaamde spelerijden. Elk zwart schaap dat men tijdens de tocht zag, leverde een kus van de geliefde op.
Ook moeilijk weg te denken zijn de Wieringer jodenkoeken, eigenlijk meer een soort ronde speculaasplakken, scherp en ook zoet. Een enkele jodenkoek is als een maaltijd, zo goed vullen ze de maag.
Tijdens de naamdag van Sint Pieter (22 februari) trokken groepen jongens langs de boerderijen, liederen zingend en stro en ander brandbaar goed opeisend. 's Avonds werd de stro op stokken gebonden en verbrand.
Ook typisch Wierings was het zitting houden, waarbij verloofden werd toegestaan ’s avonds bij het thuisbrengen een bepaalde tijd samen in een verdonkerde kamer door te brengen, soms vergezeld van vrienden die buiten de kamer commentaar leverden.
Vanouds bestaat op het eiland concurrentie tussen "Hiepo" en "Noever" (Den Oever) en meer algemeen tussen west en oost. Waar west met de kermis in Hippolytushoef een zeker monopolie heeft, daar heeft oost dat met de jaarlijkse Vlootschouw of Vlaggetjesdag, die in combinatie met de Flora begin september in Den Oever wordt gehouden. Deze feesten worden de 'Flora- en Visserijdagen' genoemd. De kern van deze dagen is het vissersbedrijf. De visafslag in het dorp opent zijn deuren voor het publiek en verschillende Wieringer visserskotters in de haven nemen belangstellenden mee het wad op. Rondom het feest, dat vijf dagen duurt, is een soort kermis, waarbij de drank zeker ook vloeit. In de Floratent kunnen de Wieringers de plantjes, die ze een jaar lang hebben opgekweekt, laten keuren en de grootste en mooiste planten winnen een prijs.

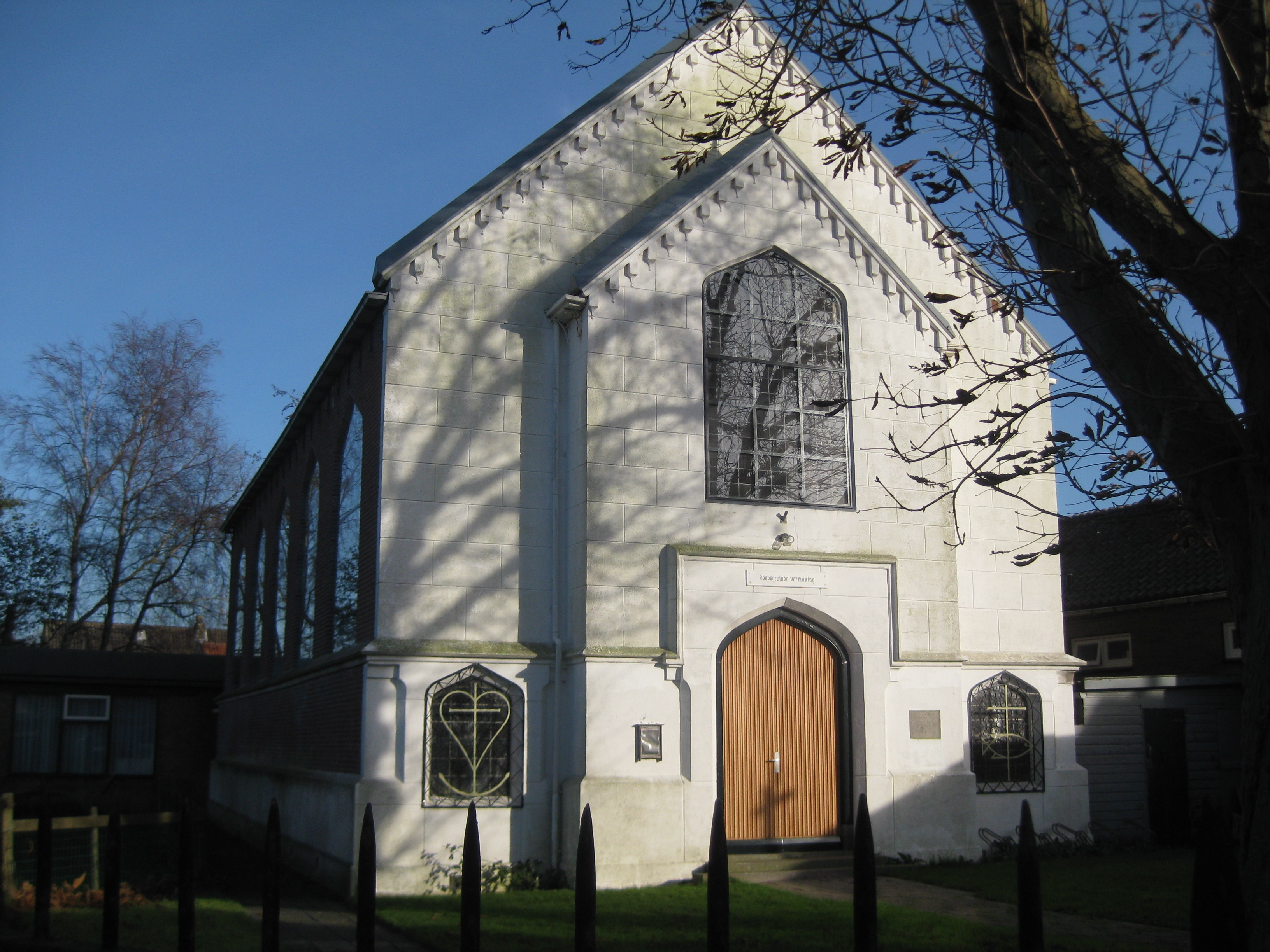
Doopsgezinde Vermaning, Hippolystushoef

Wieringen is sinds de reformatie overwegend Nederlands Hervormd. In de telling van 1854 werden 1358 Hervormden, 298 Doopsgezinden en 261 personen van het Rooms Katholieke geloof geteld, een Lutheraan en vijf personen van het Joodse geloof completeerden de bevolking. Doopsgezinden kwamen onder meer bijeen in een boerderij/schuilkerk op Stroe, deze brandde in 1933 af. Nu is voor deze geloofsgemeenschap enkel de in 1851 gebouwde Doopsgezinde kerk de Vermaning in Hippolytushoef nog in gebruik. De kerkelijkheid is overigens in Hollands Kroon teruggelopen tot ruim onder het landelijk gemiddelde, meer dan 60% van de inwoners behoort tot de onkerkelijken (2010).
Wieringen telt enkele bijzondere kerken. Vier kerkstichtingen op het eiland werden al genoemd in de Commemoratio, een goederenlijst van de kerk van Utrecht uit de 9e eeuw. Het betreft de kerken van Oosterland, Westerland, Hippolytushoef en Stroe. Van de kapel op Stroe restte enkel het kerkhof, totdat de kapel in 2016 werd herbouwd.

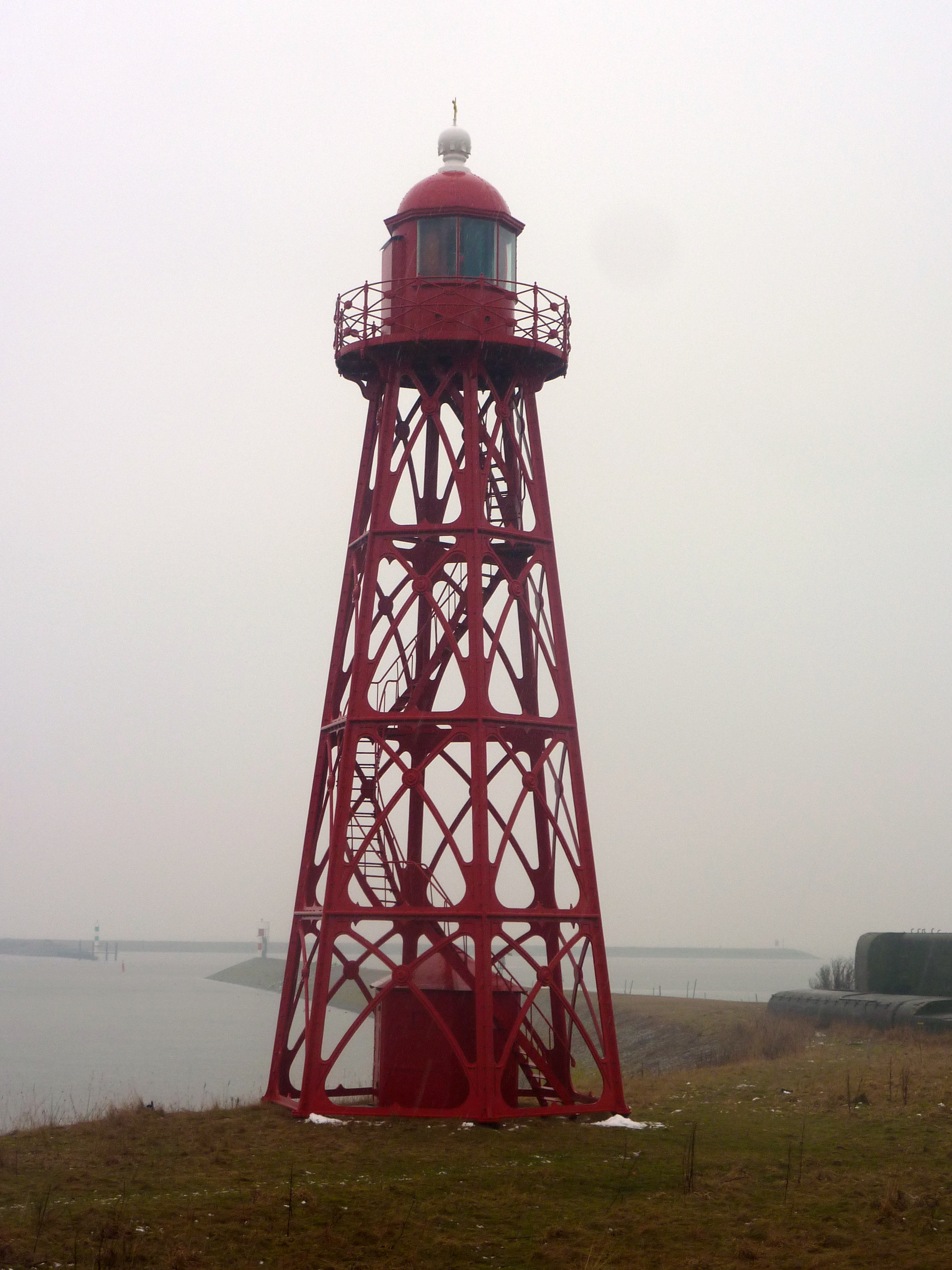
Vuurtoren Den Oever

De andere kerken hebben, vele malen aangepast en vernieuwd, 10 eeuwen overleefd. Naast de vier oudste kerken stond in Den Oever vanaf de 16e eeuw een kapel, de zogenaamde Gasthuiskapel. Deze is, in ernstig vervallen staat, in de jaren zestig steen voor steen afgebroken en weer opgebouwd in het Zuiderzeemuseum. De oude kerkbanken zijn echter niet herbouwd, zodat de kerk van binnen nauwelijks nog herkenbaar is.
Sinds de 16e eeuw werden op Wieringen vuren onderhouden om de scheepvaart te begeleiden. Vroeg in de 19e eeuw werden hiertoe stellages opgericht, zogenaamde kapen, met kenmerkende tekens. In 1885 werd in De Haukes een gietijzeren bouwsel geplaatst (het hoge licht) dat dienstdeed tot aan de aanleg van de Amsteldiepdijk. Toen deze toren door de aanleg van de dijk overbodig was geworden, werd hij in 1929 naar de haven van Den Oever verhuisd waar hij tot 2009 in bedrijf was. Aanvankelijk was hij gericht op de Waddenzee. Na het gereedkomen van de Afsluitdijk werd hij 70 meter verplaatst; hij was sindsdien gericht op het IJsselmeer. Als rijksmonument biedt deze vuurtoren nu een markering van het voormalige eiland aan het begin van de Afsluitdijk.

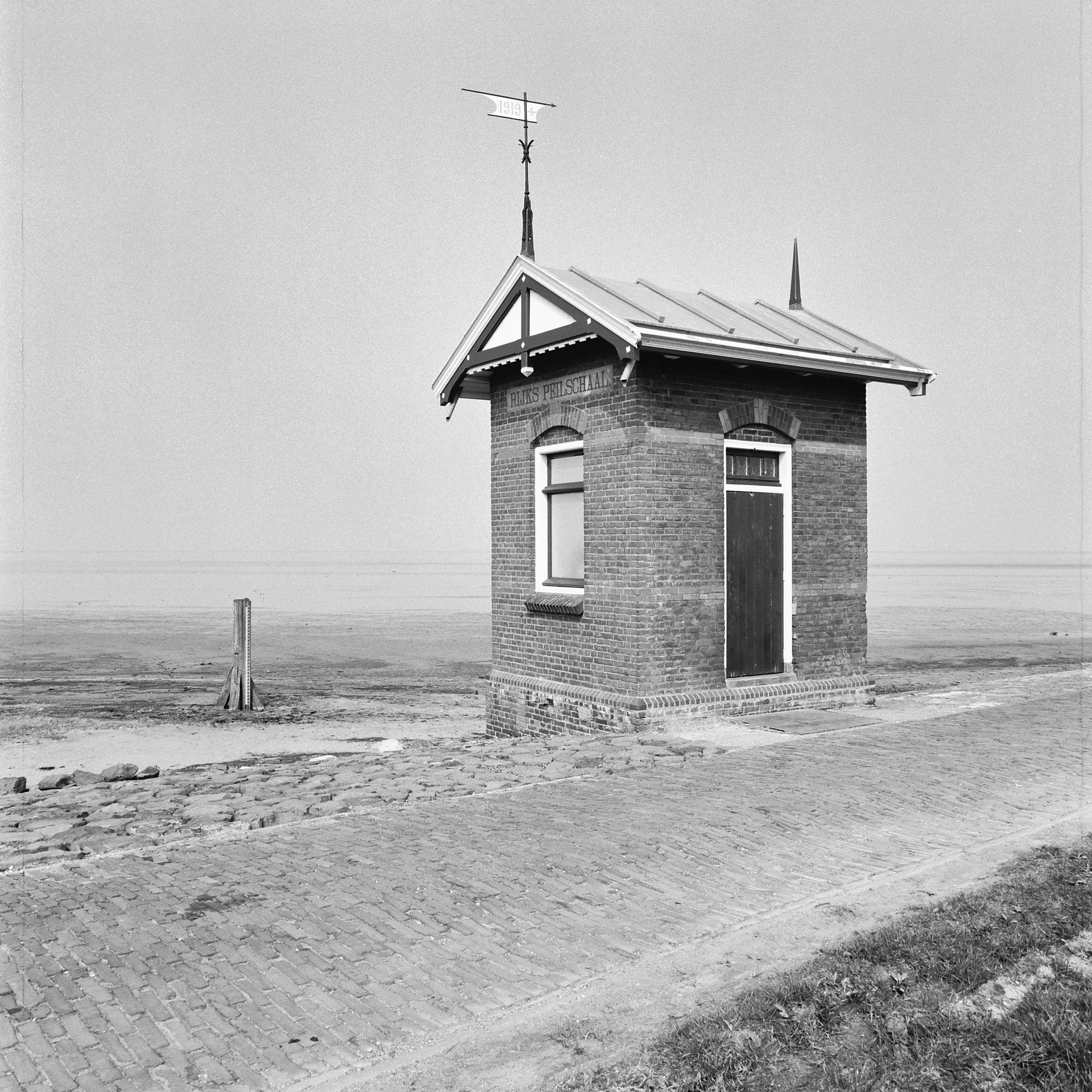
Peilschaalhuisje Westerland

Voor de vastlegging van de waterstanden werden op de westpunt en oostpunt van Wieringen in 1919 twee peilschaalhuisjes gebouwd. Deze gebouwtjes zijn inmiddels niet meer in gebruik, en zijn aangewezen als rijksmonument.

### Monumenten

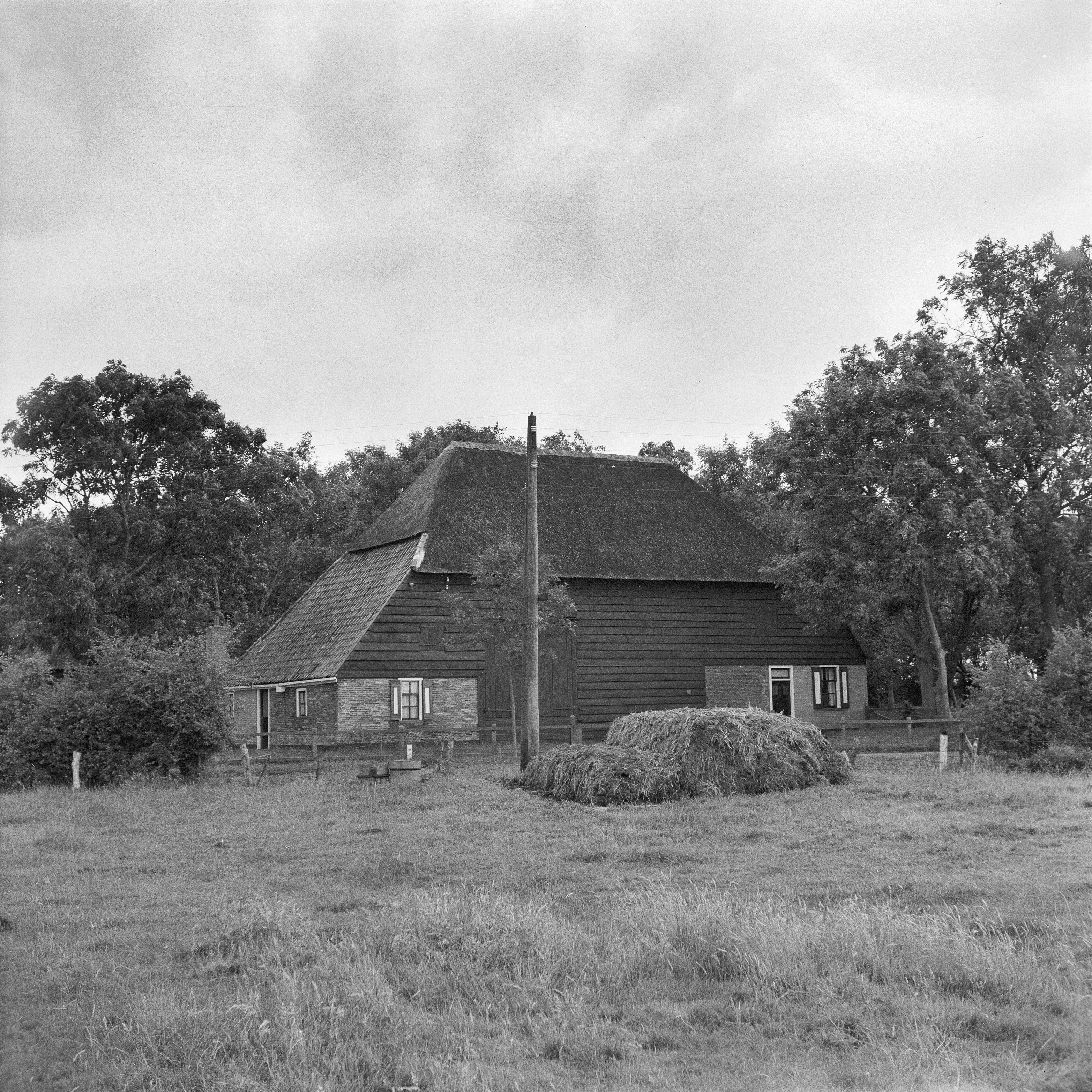
Rijksmonument Oosterklief, Hippolytushoef

Op Wieringen bevindt zich een brede variatie aan gebouwde monumenten. Door het Rijk zijn 54 objecten aangewezen, waaronder de kazematten van de Stelling bij Den Oever, een tweetal molens, een aantal boerderijen, enkele woningen gebouwd tijdens aanleg van de Afsluitdijk, een lichtopstand/vuurtoren, een viertal kerken, de peilschaalhuisjes en het sluizencomplex in de Afsluitdijk. Daarnaast kent het voormalige eiland zes provinciale monumenten (waaronder drie boerderijen) en een gemeentelijk monument.

## Economie
In de vroege Middeleeuwen strekte een dikke veenlaag zich uit vanaf Texel tot aan het Gooi. Met het ontstaan van een enkele zeegaten verbeterde de afwatering en werd het mogelijk de venen te ontginnen voor een gebruik als landbouwgrond. In de 9e eeuw vonden vermoedelijk de eerste ontginningen in West-Nederland plaats, in het veengebied tussen Texel en Wieringen. De op ontginning volgende inklinking leidde al snel tot bodemdalingen van wel een meter per eeuw. Met de aanleg van dijkjes werd geprobeerd de effecten van dit proces te stoppen. In de omgeving van Wieringen zijn hier veel sporen van aangetroffen. Tegelijk met de veeninklinking steeg in het begin van de late middeleeuwen de zeespiegel, waardoor de zee nog meer invloed kreeg in het gebied.
In het huidige Breehorn- en Balgzandgebied, wadplaten ten noorden en noordwesten van Wieringen, werd turf gewonnen. Ook de turfwinning resulteerde in een steeds verdere daling van het maaiveld. De overstroomde delen van het veen leenden zich weer voor zoutwinning. Het veen dat van zout doortrokken was, werd gedolven en vervolgens verbrand om het zoutvrij te maken. Dit werd wel moernering genoemd.
In de middeleeuwen bewoonden de Wieringers vooral de overgang van de hogere naar de lagere delen. Dit is nog duidelijk zichtbaar bij de dorpen Westerland, Vatrop en Stroe. De keileemhoogtes volgend kregen deze dorpen een langgerekt karakter, wat vooral bij Westerland nog zichtbaar is. Het boerenbedrijf bestond in de middeleeuwen uit een gemengd akkerbouw- en veeteeltbedrijf. Voor de akkerbouw werden vooral de dekzanden rond de keileemopduikingen benut. De keileemgronden waren moeilijk te bewerken door hun slechte waterdoorlatendheid. Deze gebieden en de lager gelegen natte delen werden gebruikt als weide- en hooiland. De weidegronden waren gemeenschappelijk bezit; ook Texel kende dit gebruik.
Sinds de vroegste Christelijke tijden moesten de Wieringer boeren een tiende van hun oogst afdragen aan het kerkelijke gezag. Mettertijd ging dit recht over in wereldlijke handen. Pas in 1895 is het tiendrecht door de gemeente Wieringen afgekocht. Het tiendrecht leidde op Wieringen tot een bijzonder plaatselijk gebruik van het uitdelen van witte broodjes (de zogenaamde tulen) op de betalingsdag.
In de 12e eeuw moet Wieringen een zekere rijkdom hebben gekend. In 1184 plunderde graaf Floris III met zijn vloot Texel en Wieringen en legde hij de eilandbewoners een aanzienlijke schatting op van 4.000 zilveren mark. In de bede van 1344 werd dit nog eens bevestigd. Wieringen droeg voor 1/6 deel bij aan de bijdrage van geheel West Friesland. In de daarop volgende bedes, zeker die uit de 15e eeuw, loopt de bijdrage van Wieringen echter sterk terug. Vooral de hoge kosten voor kustbescherming en het bestrijden van de zandverstuivingen lijken de verarming te hebben veroorzaakt.

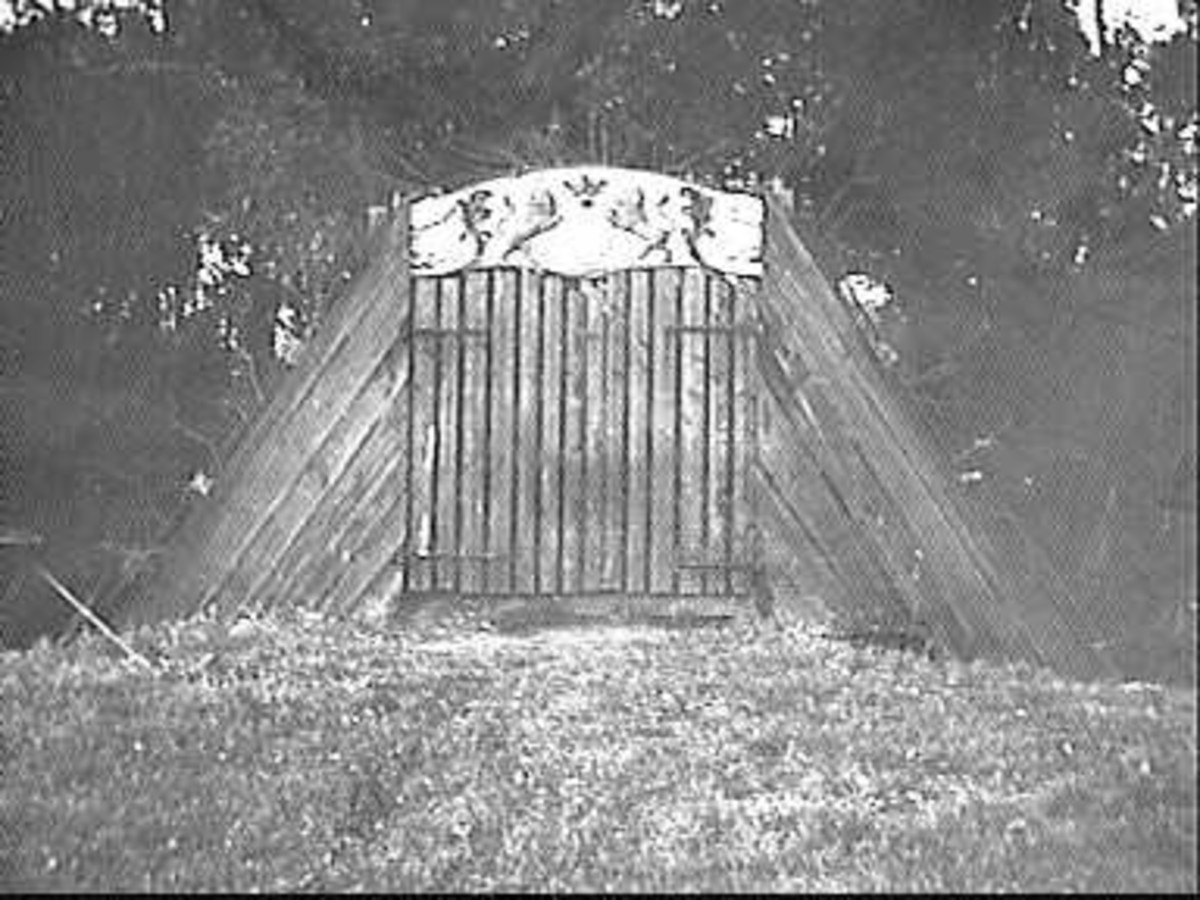
Ingang van eendenkooi Oosterlanderpolder

In de 14e eeuw werd voor het eerst melding gemaakt van Wieringers die betrokken waren bij de koopvaardij. In de biertol register uit Hamburg worden Wieringers genoemd; ze waren ook betrokken bij het met geweld afdwingen van een doorvaart door de Sont in 1368. Zowel in de handel op Engeland als op de Oostzee speelden Wieringers een rol. Vanuit het Oostzeegebied werden rogge, tarwe en hout betrokken en aan het gebied werden haring, zout, wijn en textiel geleverd.
In de 15e eeuw dwong de gemiddelde omvang van de beschikbare landbouwgronden per bedrijf de Wieringer boeren tot het zoeken van aanvullende bedrijvigheid. Een Wieringer boer kon beschikken over gemiddeld 10 hectare, tegen bijvoorbeeld 16 hectare voor een boerenbedrijf in Friesland. Visserij werd rond 1500 genoemd als belangrijke bron van inkomsten. Ook het overslaan van goederen op de Wieringervlack werd in 1536 in een Staten verhandeling genoemd. In dezelfde periode werden op Wieringen de eerste eendenkooien aangelegd. Ze werden gebruikt voor de vangst van wilde eenden. Tot in de 20e eeuw zijn deze voorzieningen in gebruik gebleven.
In het verslag van de Italiaan Lodovico Guicciardini van zijn bezoek aan Wieringen spreekt hij van een welvarend eiland met volop schapen en vermaarde hengsten en paarden. Ook vermeldt hij inkomsten uit het vangen van rotganzen en het wiermaaien. De toneelschrijver Brederode valt hem bij, als hij in zijn blijspel Moortje (1615) Amsterdamse slagers het Wieringer zuiglam laat prijzen.
Vermoedelijk vanaf de 16e eeuw, in ieder geval tot aan de Franse tijd, vormde het overladen van goederen van schepen van de grote vaart in kleinere, minder diep stekende schepen (de zgn. lichtschipperij) een belangrijke bron van inkomsten voor de Wieringer bevolking. De voltooiing van het Noordhollandsch Kanaal in 1824 maakte een einde aan deze bedrijvigheid. Ook de teruglopende walvisvaart zorgde voor inkomensderving. Men viel terug op de landbouw, vooral de schapenteelt. In de loop van de 19e eeuw werden de schapen steeds meer vervangen door runderen.

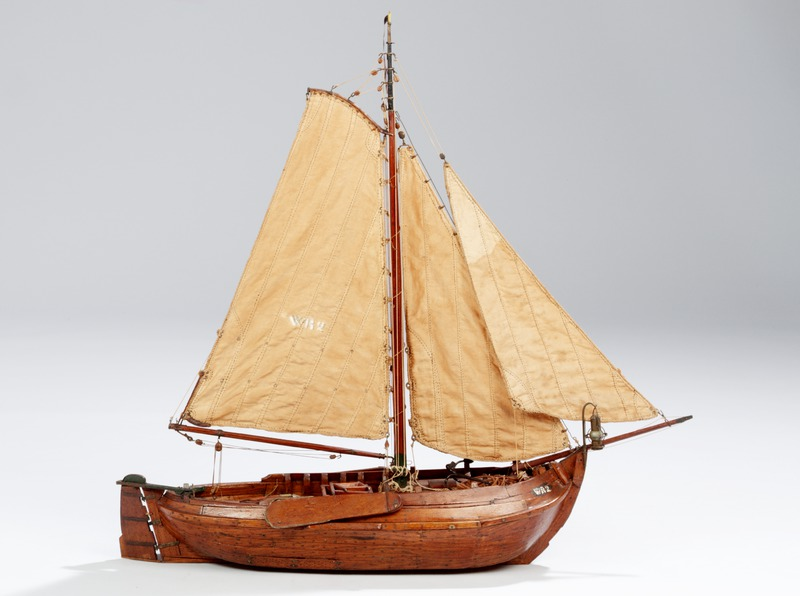
model van Wieringer aak, collectie Zuiderzeemuseum

Tot de vroeg in de 19e eeuw was op Wieringen nauwelijks geld in omloop. Er werd een keer per jaar verrekend, bij de verkoop van het rundvee, de lammeren, oude schapen en de wol.
In de 19e eeuw nam het belang van de wierhandel toe. 'Door deze zaak worden een groot aantal huisgezinnen van de armenkassen afgehouden', schreef de burgemeester van Wieringen in 1849. De wierhandel leverde niet alleen de vissers inkomsten, ook de boeren die het wier vervoerden en hun land (en sloten) voor het versen en drogen ter beschikking stelden, konden hun inkomen hiermee aanvullen. De wierhandel hield aan tot vroeg in de jaren dertig van de 20e eeuw en leverde aan zeker 400 Wieringers werk.
De visserij ontwikkelde zich in de loop van de 19e eeuw tot een activiteit die het hele jaar inkomsten bood. In de winter werd gevist op schelpdieren, in het voorjaar op ansjovis, in de zomer werd wier geoogst, en in het najaar werd paling gevangen. De groei van deze bedrijvigheid blijkt ook uit de toename van het aantal vissersschepen, dat tussen 1860 en 1910 groeide van ongeveer 50 tot 231. Voor het vissen rond Wieringen werd een speciaal scheepstype ontwikkeld: de Wieringer aak.

Na de Eerste Wereldoorlog werd de ijzeren kotter het meest gebruikte scheepstype.

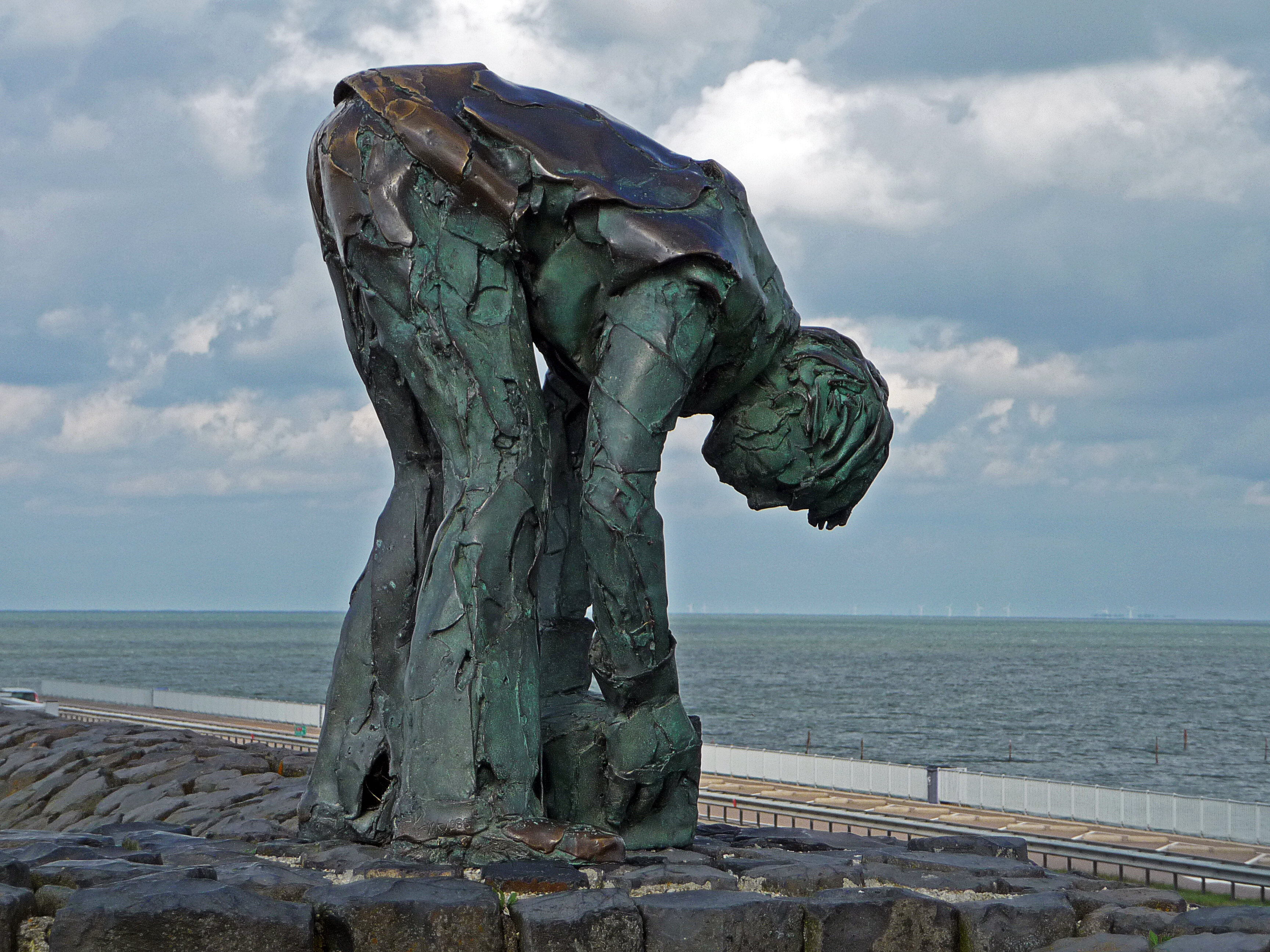
Standbeeld dijkwerker

Voor 1900, toen de haven van Den Oever werd aangelegd, gevolgd door die van De Haukes in 1901, moesten de schepen die Wieringen bezochten afmeren voor de dijk. Bij Westerland konden kleinere schepen het strand op getrokken worden. De haven van Den Oever is herhaaldelijk uitgebreid. De haven van De Haukes verloor zijn bedrijfsbestemming na sluiting van de Amsteldiepdijk. Hij wordt nu vooral gebruikt voor de pleziervaart op het Amstelmeer.
De Zuiderzeewerken leidden tot grote veranderingen op Wieringen. Voor deze waterwerken streek een groot aantal arbeidskrachten neer in de gemeente, wat voor extra bedrijvigheid zorgde. Na afronding van de Zuiderzeewerken en het uitbreken van de internationale crisis liep het aantal werklozen echter snel op. Wieringen belandde op de lijst noodlijdende gemeenten.
De visserij blijft op Wieringen een bedrijfstak van belang. Circa 70 vissersschepen hebben Den Oever als thuishaven.

## Bevolking
Het percentage niet-westerse allochtonen op Wieringen ligt met 2,0% van de bevolking onder het landelijk gemiddelde (11,2%). Wieringers zijn met 46,6 % met MAVO/VMBO als hoogste opleiding, gemiddeld lager opgeleid; het landelijk gemiddelde is 31,8 %. Ze hebben met 0,9% van de beroepsbevolking minder vaak een WW uitkering (1,5 % landelijk) en doen met 34,8 % actieve 19-65-jarigen meer aan vrijwilligerswerk dan landelijk (21,4%). Op Wieringen leven minder huishoudens onder het sociaal minimum (6,2 %) dan landelijk (7,8%). Wieringers leven gemiddeld met 82,2 jaar langer de gemiddelde Nederlander (80,1 jaar). Jongeren (12-19 jaar) roken vaker dan gemiddeld (20% tegen landelijk 10,5%), zijn met 78,8 % vaker lid van een sportvereniging (66% landelijk). Wieringer jongeren kennen (met 28,9 % van de jongeren die geslachtsgemeenschap hebben gehad), een vrijere seksuele moraal dan de gemiddelde Nederlandse jongere (11,7 %) en vrijen onveiliger (47,4 % onveilig vrijend, tegenover 20,4 % landelijk).

## Plaatsen op het voormalige eiland
| Dorpen/Gehuchten: - De Haukes - Den Oever - Hippolytushoef - Oosterklief - Oosterland - Smerp - Stroe - Vatrop - Westerklief - Westerland | Buurtschappen: - Dam - De Belt - De Hoelm - De Gest - De Elft - De Heid - De Normer - Hollebalg - Noord-Stroe - Noordburen - Noorderbuurt - Zandburen |

### Politiek

#### Gemeenteraad
De gemeenteraad van Wieringen bestond uit 13 zetels. Hieronder staat de samenstelling van de gemeenteraad sinds 1994 tot de fusie per 2012:
| Partij       | 1994 | 1998 | 2002 | 2006 | 2010 |
| VVD          | 4    | 4    | 3    | 3    | 5    |
| OW'91        | 5    | 4    | 5    | 2    | -    |
| PvdA         | 2    | 3    | 3    | 4    | 3    |
| CDA          | 2    | 2    | 2    | 1    | 1    |
| Wieringen 05 | -    | -    | -    | 3    | 4    |
| Totaal       | 13   | 13   | 13   | 13   | 13   |

## Geboren
- Donyell Malen (1999), voetballer